# Mr. Lisa's Opus
«Mr. Lisa's Opus» (укр. «Опус Ліси») — восьма серія двадцять дев'ятого сезону мультсеріалу «Сімпсони», прем'єра якої відбулась 3 грудня 2017 року у США на телеканалі «Fox».

## Сюжет
Сім років тому немовля Ліса будить Мардж і Гомера, побачивши схід сонця, вигукуючи «Сонце», «сніданок» і слова, що стосуються природи. Зрозумівши, що вона — геній, Гомер захоплюється, яка вона приголомшлива, ображаючи Барта, який збирався показати батьку малюнок, але натомість б'є його в ногу олівцем.
В теперішній час, 18-річна Ліса пише есе для вступу до Гарвардського університету. Вона починає писати та розмірковувати про своє минуле…
Ліса починає твір з її сьомого дня народження. Її сім'я та вчителька, місс Майлз, забули про нього народження. Коли Ліса плаче, місс Майлз відправляє її до директора Скіннера. Коли Гомер приходить за нею він, нарешті, згадує, що це — її день народження. Повернувшись додому, вони дізнаються, що Нед Фландерс не забув і подарував їй триколісний велосипед. Сім'я святкує з мискою з крупами та молоком, на ній є кілька свічок. Однак доросла Ліса обурюється згадуючи, що і наступного року всі знову забули про її день народження…
Далі, Ліса показує, як мало не розпалася шлюб її батьків, коли їй виповнилося 14 років. Після того як дівчинка повертається додому зі школи, вона вирішує покласти кілька своїх подарунків (цього разу ніхто про неї не забув) у шафу Мардж. Однак, там вона виявляє лист, адресований Гомеру, у повній валізі. У листі Мардж пише, що забере дітей і залишить його…
За вечерею Мардж розлючується на Гомера за те, що він пив перед дітьми, і каже йому йти до таверни Мо. Мардж іде на кухню плакати, за чим спостерігає Ліса, готова до дій. Дівчинка приходить до таверни, щоб попередити батька, що Мардж збирається залишити його. Ліса просить, щоб Гомер перестав пити, оскільки вона не хоче, щоб він зіпсував останні сімейні спогади наступних чотирьох років їх разом. Гомер кличе свого наставника, Неда, щоб допомогти йому зупинитися. Йому це вдається, і шлюб врятовано.
Ліса надсилає своє есе у Гарвард. Члени комісії зазначають, що есе — доволі банальне, але все-таки зараховують її завдяки успішності та позакласній діяльності. Вони відправляють дрона до Ліси з рішенням про її прийняття.
Ліса їде до університеиту та облаштовує свою кімнату, але першого дня не радіє, особливо коли її нова сусідка по кімнаті принижує її. Під час прогулянки кампусом, Барт підбадьорює її, кажучи їй, що вона має кращі перспективи для свого майбутнього і закликає зробити так, щоб їх батьки пишалися. Коли вона повертається до своєї нової кімнати, то зустрічає другу сусідку по кімнаті, Валері, котра пригнічена тим, що вона не є достатньо хорошою у своєму житті. Ліса втішає її, і вони обидві вважають, що вони мають багато спільного. Вони стають кращими подругами (можливо, більше, ніж подругами)…
Ліса озвучує, що, озираючись на своє минуле, ніколи не сумнівалася в тому, хто вона є достатньо доброю. Далі повторюється перша сцена однорічної Ліси, яка вигукує «Сонце» і як Гомер захоплюється нею як найдивовижнішою річчю, яку він зробив.
У фінальній сцені за фортепіано Гомер, Мардж і Ліса співають про старі часи…

## Виробництво
Раніше було оголошено, що у серії могли показати, як Ліса одружена з жінкою, але її скасували.

## Цікаві факти і культурні відсилання
- На момент виходу епізоду сценарист і продюсер Норман Лір став найстаршою запрошеною зіркою «Сімпсонів» (95 років).

## Ставлення критиків і глядачів
Під час прем'єри серію переглянули 4,28 млн осіб з рейтингом 1.7, що зробило її найпопулярнішим шоу на каналі «Fox» тієї ночі.
Денніс Перкінс з «The A.V. Club» дав серії оцінку C, сказавши, що серія «змушує нас спостерігати за Лісами різного віку без особливих цілей і наслідків».
Водночас, Тоні Сокол з «Den of Geek» дав серії чотири з половиною з п'яти зірок, сказавши, що «серія — епічно-комедійна пародія на фільм; схожа, але набагато смішніша за [серію 27 сезону] „Barthood“». Він також похвалив сценариста Ела Джіна за «блискучу підривну діяльність» і Дена Кастелланету за озвучення Гомера.
Згідно з голосуванням на сайті The NoHomers Club більшість фанатів оцінили серію на 4/5 і 5/5 із середньою оцінкою 3,75/5.